# Krzyż Jubileuszowy Wojskowy
Krzyż Jubileuszowy Wojskowy (niem. Militär-Jubiläumskreuz, węg. Katonai Jubileumi Kereszt) – wojskowe odznaczenie austro-węgierskie.

## Historia
Krzyż Jubileuszowy Wojskowy został ustanowiony z okazji 60. rocznicy objęcia tronu cesarza przez Franciszka Józefa I.
Odznaczenie stanowił złoty krzyż ze złotym wieńcem laurowym, wplecionym pomiędzy jego ramiona. Na umieszczonym centralnie medalionie znajdował się wizerunek cesarza Franciszka Józefa I z inskrypcją FRANC. IOS. I. Na rewersie ukazano daty 1848 1908.
Inne wersje odznaczenia powstały dla osób nie służących w siłach zbrojnych: Krzyż Jubileuszowy Dworski oraz Krzyż Jubileuszowy dla Cywilnych Funkcjonariuszów Państwowych, które między sobą i wersją wojskową różniły się tylko wstążkami: cywilny noszony był na wstążce czerwonej, wojskowy na białej z czerwonymi paskami, a dworski odwrotnie – na czerwonej z białymi paskami.